# Сербинівка (Лубенський район)
Серби́нівка — село в Україні, в Лубенському районі Полтавської області. Населення становить 602 осіб. Входить до складу Гребінківської міської громади.
У селі знаходяться: поштове відділення, амбулаторія, середня школа, дитячий садок, будинок культури на 400 місць та бібліотека (11,3 тисяч одиниць збірників).

## Географія
Село Сербинівка знаходиться на лівому березі річки Суха Оржиця, за 14 км від центру громади та 7 км від залізничної станції Мар'янівка. Вище за течією примикає село Степанівка (Черкаська область), нижче за течією примикає село Саївка, на протилежному березі - село Грушківка. На річці велика загата.

## Історія

### Історія хутору Семенівки (Воскресенського)
Землі хутору, заснованого в 1-й половині 18 століття, належали поміщикам Свічкам, а тимчасово користувався ними поміщик сербського походження Семен Ілліч Милорадович, якого місцеві жителі називали «сербин». Звідси й пішла назва хутора — Семенів, Семени, Сербинівка. Стараннями Семена Милорадовича у 1779 році була збудована кладовищенська дерев'яна Різдвяна церква (закрита 1820). На початку 40-х років 19 століття хутір перейшов у володіння поміщиків Раковичів і став називатися Воскресенське, хоча у документах ще довго зустрічається назва Сербинівка.
З вересня 1781 хутір входив до складу Пирятинського повіту Київського намісництва, з 1796 — до Малоросійської (до 1797 — Чернігівська), з 1802 — до Полтавської губернії.
За переписом 1859 року хутір Воскресенський (Сербинівський) налічував 42 двори, 320 жителів, а вже у 1900 році на хуторі налічувалось 58 дворів, 431 житель.

### Історія хутору Чепурківки
Хутір Чепурківка заснований у 2 половині 18 століття збирачем старожитностей Андріаном Івановичем Чепою (зібрані ним матеріали використовували Д. М. Бантиш-Каменський при написанні «Історії Малоросії» та інші історики). Близько 1800—1805 рр. дружина Чепи заснувала школу для селянських дітей. Пізніше, після смерті Чепи, маєтком володіли його спадкоємці — Вольховські, Сєрова, Шмінке. У 80-х роках 19 століття маєток був зданий в оренду, а потім куплений Пирятинським земством. Понад 100 років на хуторі містилась сільська лікарня.
З вересня 1781 хутір входив до складу Пирятинського повіту Київського намісництва, з 1796 — до Малоросійської (до 1797 — Чернігівська), з 1802 — до Полтавської губернії.
За переписом 1859 року хутір Чепурківка налічував 26 дворів, 171 житель, вже у 1900 році на хуторі було 33 двори, 216 жителів, а у 1910 році — 49 дворів, 249 жителів.

### Радянський період
На початку 20-х років ще існували окремі хутори Воскресенський і Чепурківка Воскресенської сільради Пирятинського повіту, з березня 1923 року віднесені до Пирятинського району Прилуцького округу. У середині 20-х років хутори були об'єднані в одне село, яке одержало назву Перше Травня.
Ще в 1921 році була невдачна спроба часткового розкуркулення заможних селян. Спроба не вдалася, оскільки всі, в тім числі і бідняки розуміли, що своє майно кожний селянин придбавав своєю працею. Проте вже в 1930 році частина селян стала жертвами жорстокого ставлення радянського режиму: у них відібрали фактично все майно, а їх, разом з сім'ями, під вартою доправили до залізничної станції, де повантажили в товарні вагони. Потяг прибув у Вологодську область, де селяни були висаджені в лісі, де були змушені споруджувати собі житла у холодні весняні дні (березень-квітень).

### Друга світова війна
У роки німецької окупації (19.ІХ.1941 — 19.ІХ.1943) гітлерівці розстріляли трьох жителів села та вивезли на примусові роботи до Німеччини 20 чоловік. У 1955 встановлено пам'ятник на честь воїнів-односельців (180 чоловік), що полягли на фронтах Німецько-радянської війни. На трьох братських могилах воїнів, загиблих у 1943 році, встановлено надгробки (1957, 1963, 1983).

### Незалежна Україна
У 1992 році селу було відновлено колишнє найменування Сербинівка.

## Відомі люди
- Головатий Ферапонт Петрович — колгоспник-пасічник, один з ініціаторів збирання коштів на оборону країни в роки німецько-радянської війни. Герой Соціалістичної Праці.
- Андріян Іванович Чепа — колекціонер документів з історії України та політик, помер близько 1822 р. на хуторі Чепурківка.